# Miss Itàlia

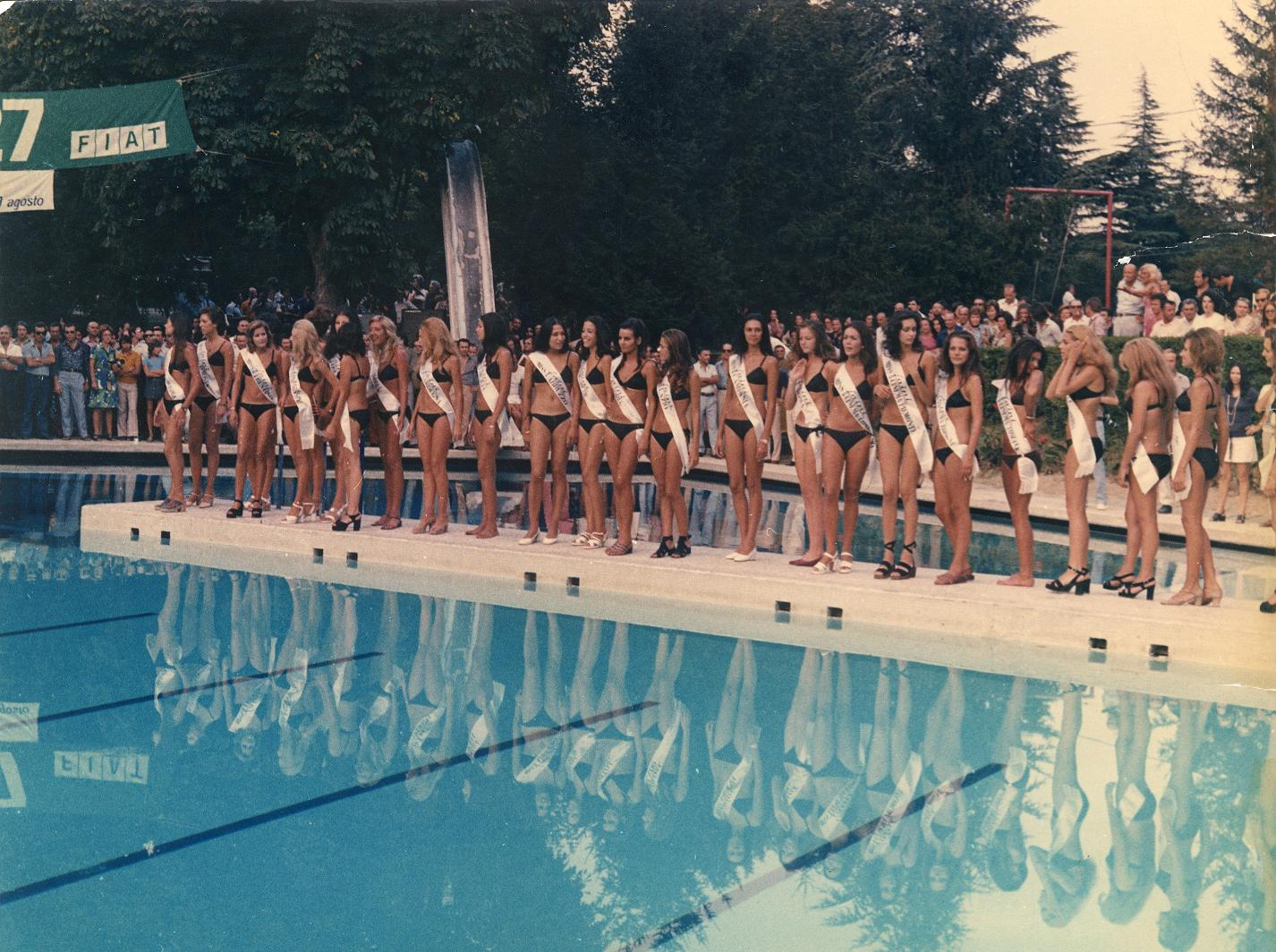
Miss Itàlia 1971

Miss Itàlia és un concurs de bellesa femenina que es realitza cada any, reunint a les joves aspirants al títol, procedents de tot Itàlia. Des de la primera edició del concurs el 1939 moltes de les concursants han anat a treballar a la televisió i al cinema.

## Història
El precursor de Miss Itàlia va ser "Cinque mila lire per 1 sorriso" (Cinc mil lires per un somriure), que es va iniciar-lo el 1939 Dino Villani, i que estava patrocinat per una marca de pasta de dents. Les participants van ser jutjades per les seves fotografies en lloc de competir en una pista.
Després d'un temps, passada la Segona Guerra Mundial, la contesa es va reprendre el 1946 i va adoptar el nom actual de Miss Itàlia. Es va celebrar a Stresa, que havia aconseguit mantenir la seva infraestructura hotelera tot i la guerra.
Igual que la pròpia societat italiana contemporània, el concurs de Miss Itàlia ha passat per molts canvis al llarg dels anys. En 1950 va ser la primera emissió a la ràdio. Però des de 1988 s'ha transmès en viu per Rai Uno. A partir de 1990 el pit, la cintura i els malucs medicionats de les concursants ja no són jutjats, i el 1994 el concurs es va obrir a les dones casades i mares, tot i que la guanyadora de 1987 havia estat desqualificada quan es va descobrir més tard estava casada. El 1996, Denny Mendez es va convertir en la primera Miss Itàlia a ser una dona de color.
Entre les participants que més tard van trobar l'èxit en el cinema i en la indústria de l'entreteniment en general (encara que en realitat no totes van guanyar la corona de Miss Itàlia en si) són: Silvana Pampanini, Sophia Loren, Lucia Bosè, Stefania Sandrelli, Mirca Viola, Simona Ventura, Anna Falchi i Martina Colombari.

## Guanyadores del Miss Itàlia
| Miss Sorriso |                                     |      |                       |      |                              |
| 1939         | Isabella Verney                     | 1940 | Gianna Maranesi       | 1941 | Adriana Serra                |
| 1942         | No es va celebrar                   | 1943 | No es va celebrar     | 1944 | No es va celebrar            |
| 1945         | No es va celebrar                   |      |                       |      |                              |
| Miss Italia  |                                     |      |                       |      |                              |
| 1946         | Rossana Martini i Silvana Pampanini | 1947 | Lucia Bosè            | 1948 | Fulvia Franco                |
| 1949         | Mariella Gianpieri                  | 1950 | Anna Maria Bugliari   | 1951 | Isabella Valdettaro          |
| 1952         | Eloisa Ciani                        | 1953 | Marcella Mariani      | 1954 | Eugenia Bonino               |
| 1955         | Brunella Tocci                      | 1956 | Nives Zegna           | 1957 | Beatrice Faccioli            |
| 1958         | Paola Falchi                        | 1959 | Marisa Jossa          | 1960 | Layla Ragazzi                |
| 1961         | Franca Cattaneo                     | 1962 | Raffaella De Carolis  | 1963 | Franca Dallolio              |
| 1964         | Mirka Sartori                       | 1965 | Alba Rigazzi          | 1966 | Daniela Giordano             |
| 1967         | Cristina Businari                   | 1968 | Graziella Chiappalone | 1969 | Anna Zamboni                 |
| 1970         | Alba Balestra                       | 1971 | Maria Pinnone         | 1972 | Adonella Modestini           |
| 1973         | Margareta Veroni                    | 1974 | Loredana Piazza       | 1975 | Livia Jannoni                |
| 1976         | Paola Bresciano                     | 1977 | Anna Kanakis          | 1978 | Loren Cristina May           |
| 1979         | Cinzia De Ponti                     | 1980 | Cinzia Lenzi          | 1981 | Patrizia Nanetti             |
| 1982         | Federica Moro                       | 1983 | Raffaella Baracchi    | 1984 | Susanna Huckstep             |
| 1985         | Eleonora Resta                      | 1986 | Roberta Capua         | 1987 | Michela Rocco di Torrepadula |
| 1988         | Nadia Bengala                       | 1989 | Eleonora Benfatto     | 1990 | Rosangela Bessi              |
| 1991         | Martina Colombari                   | 1992 | Gloria Zanin          | 1993 | Arianna David                |
| 1994         | Alessandra Meloni                   | 1995 | Anna Valle            | 1996 | Denny Mendez                 |
| 1997         | Claudia Trieste                     | 1998 | Gloria Bellicchi      | 1999 | Manila Nazzaro               |
| 2000         | Tania Zamparo                       | 2001 | Daniela Ferolla       | 2002 | Eleonora Pedron              |
| 2003         | Francesca Chillemi                  | 2004 | Cristina Chiabotto    | 2005 | Edelfa Chiara Masciotta      |
| 2006         | Claudia Andreatti                   | 2007 | Silvia Battisti       | 2008 | Miriam Leone                 |
| 2009         | Maria Perrusi                       | 2010 | Francesca Testasecca  | 2011 | Stefania Bivone              |
| 2012         | Giusy Buscemi                       | 2013 | Giulia Arena          | 2014 | Clarissa Marchese            |
| 2015         | Alice Sabatini                      | 2016 | Rachele Risaliti      | 2017 | Alice Rachele Arlanch        |
| 2018         | Carlotta Maggiorana                 | 2019 | Carolina Stramare     | 2020 | Martina Sambucini            |